# Malcolm Shabazz Jr.
Malcolm Latif Shabazz (geb. 8. Oktober 1984 in Paris, Frankreich; gest. 9. Mai 2013 in Mexiko-Stadt, Mexiko) war der Sohn von Qubilah Shabazz, der zweiten Tochter von Malcolm X und Betty Shabazz. Er war der erste männliche Nachkomme von Malcolm X. Im Alter von 12 Jahren setzte er 1997 die Wohnung seiner Großmutter Betty Shabazz in Brand, woraufhin sie starb. Shabazz wurde am 9. Mai 2013, im Alter von 28 Jahren, in Mexiko-Stadt ermordet. Berichten zufolge war er unterwegs in einer Kampagne zum Kampf um mehr Rechte für mexikanische Bauarbeiter, die in den Vereinigten Staaten arbeiten.

## Leben

### Jugend
Malcolm Shabazz wurde am 8. Oktober 1984 in Paris geboren. Sein Vater, L. A. Bouasba, war ein algerischer Moslem, den Qubilah Shabazz in Paris kennengelernt hatte. Malcolm sagte aus, dass er niemals seinen Vater getroffen habe. Andere Quellen behaupten, dass Malcolm wohl seinen Vater kannte, aber kaum Kontakt bestand.
Als Malcolm wenige Monate alt war, zog seine Mutter mit ihm nach Los Angeles. Später gingen sie nach New York City und dann nach Philadelphia. Offenbar ließ die Mutter den Jungen oft allein. Malcolm zeigte als Kind einige Störungen. Es heißt, als Dreijähriger habe er einmal seine Schuhe angezündet. Er brachte in der dritten Klasse ein Messer mit in die Schule. Etwa zur selben Zeit litt er an Halluzinationen und war kurzzeitig in einer Klinik.
Anfang der 1990er lebte Malcolm oft bei seiner Großmutter Betty und seinen Tanten in New York, während seine Mutter mit wechselnden Partnern lebte. 1994 zog Malcolm mit seiner Mutter nach Minneapolis. Sie wurde dort in ein Mordkomplott gegen Louis Farrakhan verwickelt. Ein Informant des FBI, Michael Fitzpatrick, zog sie in die Affäre hinein. Malcolm sah in Fitzpatrick die fehlende Vaterfigur und nannte ihn „my dad“. Im Januar 1995 wurde Qubilah angeklagt wegen Beauftragung eines Killers für den Mord an Farrakhan. Sie konnte ein plea agreement (Plea bargain) erreichen, in welchem sie als unschuldig beurteilt wurde, jedoch die Verantwortung für ihre Taten übernahm. Zu den Bedingungen gehörte psychologische Behandlung und Drogen- und Alkohol-Rehabilitation mit einer Dauer von zwei Jahren um einer Verurteilung zu einer Haftstrafe zu entgehen. Für die Dauer der Behandlung wurde der damals zehnjährige Malcolm zu Betty nach Yonkers, New York, geschickt.
Malcolm besuchted Qubilah im Dezember 1996 in San Antonio, wo sie ihre Behandlung erhielt. Sie hatte sich erneut verheiratet und Malcolm entwickelte schnell eine Bindung zu seinem Stiefvater. Doch auch diese Ehe endete bald; Malcolm und seine Mutter begannen zu kämpfen, manchmal sogar körperlich. Am 26. Februar 1997 rief sie die Polizei und verlangte, dass Malcolm in eine Psychiatrie gebracht würde. Nach kurzem Aufenthalt wurde er wieder entlassen. Im April rief er die Polizei und berichtete, dass sie einen Kampf gehabt hätten. Qubilah sagte, sie würde ihn als Pflegekind abgeben (foster care), schickte ihn jedoch dann am 26. April nach New York, wo er bei seiner Großmutter leben sollte.

### Brandstiftung und Jugendhaft
Am 1. Juni 1997 legte Malcolm, im Alter von zwölf Jahren, ein Feuer in Betty Shabazzs Apartment. Sie erlitt dabei schwere Verbrennungen. 80 % ihrer Haut verbrannte. Die Polizei griff Malcolm auf der Straße auf. Er war barfuß und roch nach Benzin. Betty Shabazz starb an ihren Verletzungen am 23. Juni 1997. Nach einer Anhörung beschrieben Experten Malcolm als psychotisch und schizophren. Daneben wurde er als „brilliant aber verwirrt“ („brilliant but disturbed“) beschrieben. Trotz Widerspruchs von Shabazzs Verteidigern und den Staatsanwälten ließ der Richter des Family Court den Fall öffentlich mit Anwesenheit der Presse verhandeln um „die Integrität der öffentlichen Verhandlungen zu schützen“ („to preserve the integrity of public proceedings“). Die Fälle des Familiengerichts waren bis dahin häufig unter Ausschluss der Presse verhandelt worden um Kinder in schwierigen Fällen zu schützen. Die Entscheidung des Richters kam jedoch zwei Wochen nachdem der Chief Judge des Bundesstaates neue Regeln angekündigt hatte, wonach Fälle des Familiengerichts für die Öffentlichkeit zugänglich bleiben sollten.
Der ehemalige Bürgermeister von New York City, David Dinkins, und der ehemalige Manhattan Borough President, Percy Sutton, vertraten Malcolm Shabazz in seinem Prozess. Nach dem Ende jeder Sitzung namen Dinkins und Sutton Shabazz jeweils in den Arm (make a „motion to hug“ Shabazz) bevor er mit Handschellen und Fußfesseln zurück in die Verwahrung gebrach wurde. Die beiden Anwälte gaben zu, dass er das Feuer gelegt hatte, aber argumentierten, dass er seine Großmutter nicht wirklich verletzen wollte; im Verlauf des Prozesses versuchten Dinkins und Sutton eine Alternative zur Jugendhaft zu finden, welche ihren Standards von Sicherheit, therapeutischen und akademischen Ansätzen genüge leisten würde. Dazu besuchten sie verschiedenste Einrichtungen zwischen North Carolina und Upstate New York.
Shabazz bekannte sich schuldig und wurde verurteilt zu 18 Monaten Jugendhaft im Hillcrest Education Center in Pittsfield, Massachusetts, für Tötung (manslaughter) und Brandstiftung. Sein Urteil enthielt die Möglichkeit zu jährlichen Verlängerungen bis zu seinem 18. Geburtstag. Nachdem seine Strafe geendet hatte, wurde Shabazz nach Leake & Watts, ein anderes Treatment Center, in Yonkers verlegt. Nach zwei Ausbruchsversuchen aus dem Gefängnis in Yonkers wurde er erneut nach Woodfield Cottage in Valhalla, NY, verlegt, wo er zusammen mit einem anderen Häftling innerhalb eines Monats einen Ausbruch machte. Obwohl der Teenager nur für einen einzigen Nachmittag auf der Flucht war und keine weiteren Verbrechen begangen hatte, entschied der Westchester County Attorney Alan Scheinkman ihn dennoch anzuklagen aufgrund des „Alarms“ (Aufruhr), den die Suche verursacht hatte. Shabazz wurde letztlich nach vier Jahren entlassen.
In einem Interview mit der The New York Times von 2003 erzählte Shabazz, damals 18-jährig, seine Version des Brandes und der Ereignisse, die dazu führten. Er erzählte, dass er unglücklich war, dass er in New York bei seiner Großmutter leben musste und sagte:

„da ich eben schlecht war, tat ich alles, damit sie mich wieder zu meiner Mutter schicken würden. Dann hatte ich die Idee, das Feuer zu legen. [...] Ich legte Feuer im Flur, und ich hatte die Sache nicht durchdacht, aber sie hätte nicht durch das Feuer rennen müssen... Es gab einen anderen Weg aus dem Haus von ihrem Zimmer aus. Ich glaube sie dachte, ich sei stecken geblieben, und sie musste rennen und mich holen, weil es vor meinem Zimmer ebenfalls war. Sie rannte durch das Feuer. Ich hatte mir nicht vorgestellt, dass das passieren würde, dass sie das tun würde.“

Malcolm erzählte, wie er sich Vorwürfe gemacht hatte und wie er auf seiner Gefängnispritsche saß und um ein Zeichen der Vergebung von seiner toten Großmutter gebettelt habe:

„Ich wollte nur, dass sie wusste, dass es mit leid tut und ich wollte, dass sie meine Entschuldigung annimmt, dass ich es nicht wollte. Aber ich bekam keine Antwort, und alles, was ich wollte, war eine Antwort.“

Im selben Interview erklärte Shabazz das die Diagnose als paranoid schizophrenic falsch sei, weil er einfach eine Geschichte von erfunden habe von Stimmen, die er hörte, um Aufmerksamkeit zu bekommen („made up a story about hearing voices in his childhood to get attention“).

### Spätere Jahre
Nach seiner Entlassung lebte Shabazz eine Zeitlang bei seiner Tante, Ilyasah Shabazz. Er wurde 2002 wegen Diebstahls von $100 verhaftet. Er bekannte sich schuldig für versuchten Raub und wurde zu einer Strafe von zudreieinhalb Jahren im Gefängnis verurteilt. Shabazz wurde 2006 erneut wegen Vandalismus verhaftet.
2010 machte Shabazz die Haddsch nach Mekka.
Im Februar 2013 berichtete die Fernsehanstalt Press TV des Iran, dass Shabazz vom FBI auf dem Weg in den Iran verhaftet worden sei. Die Story wurde in vielen Nachrichten aufgegriffen, aber zwei Tage später dementierte die Familie Shabazz den Bericht. Shabazz sei wohl festgenommen worden, aber seine Verhaftung habe nichts mit dem FBI oder dem Iran zu tun.

## Tod
Shabazz starb am 9. Mai 2013 in Mexiko-Stadt im Alter von 28 Jahren. Nach offiziellen Angaben war er unterwegs in einer Kampagne zum Kampf für mehr Rechte für mexikanische Bauarbeiter in den USA. Nach Angaben der Ermittler war er mit einem schweren Gegenstand zusammengeschlagen worden. Sein Leichnam wurde auf der Plaza Garibaldi, einem belebten Touristenort, gefunden. Laut dem Magazin New York hatte ein Freund, der Shabazz in der Nacht seines Todes begleitete, ausgesagt, dass die Schlägerei in Zusammenhang mit einer Rechnung über $1.200 für Drinks und weibliche Begleitung gestanden habe. Am 13. Mai wurden David Hernandez Cruz und Manuel Alejandro Pérez de Jesús, die Kellner des Nachtclubs The Palace, verhaftet. 2015 wurden Pérez de Jesús und Juan Dircio Guzmán, der Oberkellner des Palace, für ihre Rolle bei der Ermordung jeweils zu 27 Jahren und sechs Monaten verurteilt. Im Juni 2015 war der Prozess gegen Hernandez noch nicht eröffnet, und ein vierter Verdächtiger wurde noch immer gesucht.
Etwa 200 Menschen besuchten Malcolms Begräbnis in Kalifornien.
Shabazz hinterließ seine Mutter, seine zwei Töchter und fünf Tanten. Er wurde auf dem Ferncliff Cemetery in Hartsdale beigesetzt, in der Nähe der Gräber seiner Großeltern, Malcolm X und Betty Shabazz.